# ヒッポダメイアの略奪
『ヒッポダメイアの略奪』（ヒッポダメイアのりゃくだつ、西: El rapto de Hipodamía、英: The Rape of Hippodamia）は、フランドルのバロック期の巨匠ピーテル・パウル・ルーベンスが1636–1637年にキャンバス上に油彩で制作した絵画である。1635年にスペイン国王フェリペ4世は改築が始まった狩猟館「トーレ・デ・ラ・パラーダ 」の装飾のためにルーベンスとその工房に神話画連作を委嘱したが、本作はこの連作中、ルーベンス自らの筆になるとされる15点ほどの作品のうちの1点である。18世紀の不明の時期にマドリード王宮に移され、現在、マドリードのプラド美術館に所蔵されている。

## 背景
フェリペ4世は、ネーデルラント総督になったばかりの弟フェルナンド・デ・アウストリアを通してルーベンスにトーレ・デ・パラーダ装飾用の連作を委嘱した。しかし、オウィディウスの『変身物語』から多く主題が採られた60点以上 (現存するものは40点) からなるこの連作には与えられた時間が少なかったため、ルーベンスはヤーコプ・ヨルダーンスら当時のアントウェルペンの有力画家たちを総動員してこの受注に応じた。したがって、作品の多くはルーベンス自身の下絵をもとに別の画家によって制作された。

## 作品
「ヒッポダメイアの略奪」の物語は、ホメロスの時代からオウィディウスの『変身物語』 (第12巻210-335行) にいたるまで、さまざまな作者によって語られてきた。テッサリアの英雄ペイリトオスはアルゴス王の娘ヒッポダメイアとの婚礼の祝宴に神々とケンタウロスを招待したが、戦いの神マルスを招くのを忘れてしまった。彼は怒って、祝宴の席に揉め事を起こさせようと決めた。その結果、ケンタウロスの1人であるエウリュトスが酔って花嫁のヒッポダメイアを略奪しようとする。ぺイリトオスの友人テセウスはヒッポダメイアの救出に立ち上がり、女性たちに狼藉を働いていたケンタウロスたちは撃退される。

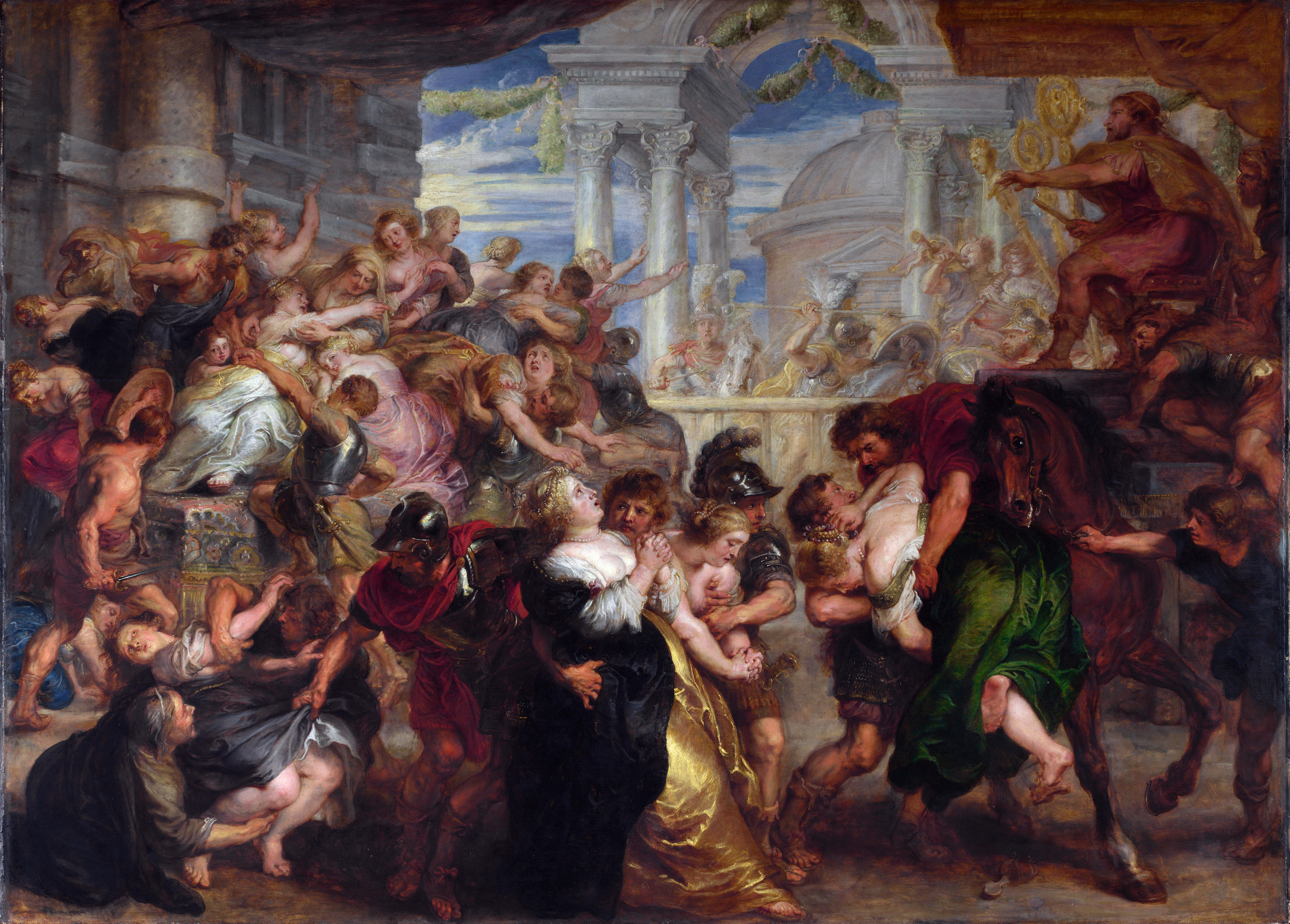
ルーベンス『サビニの女たちの掠奪』 (1635-1640年)、ナショナル・ギャラリー (ロンドン) 蔵

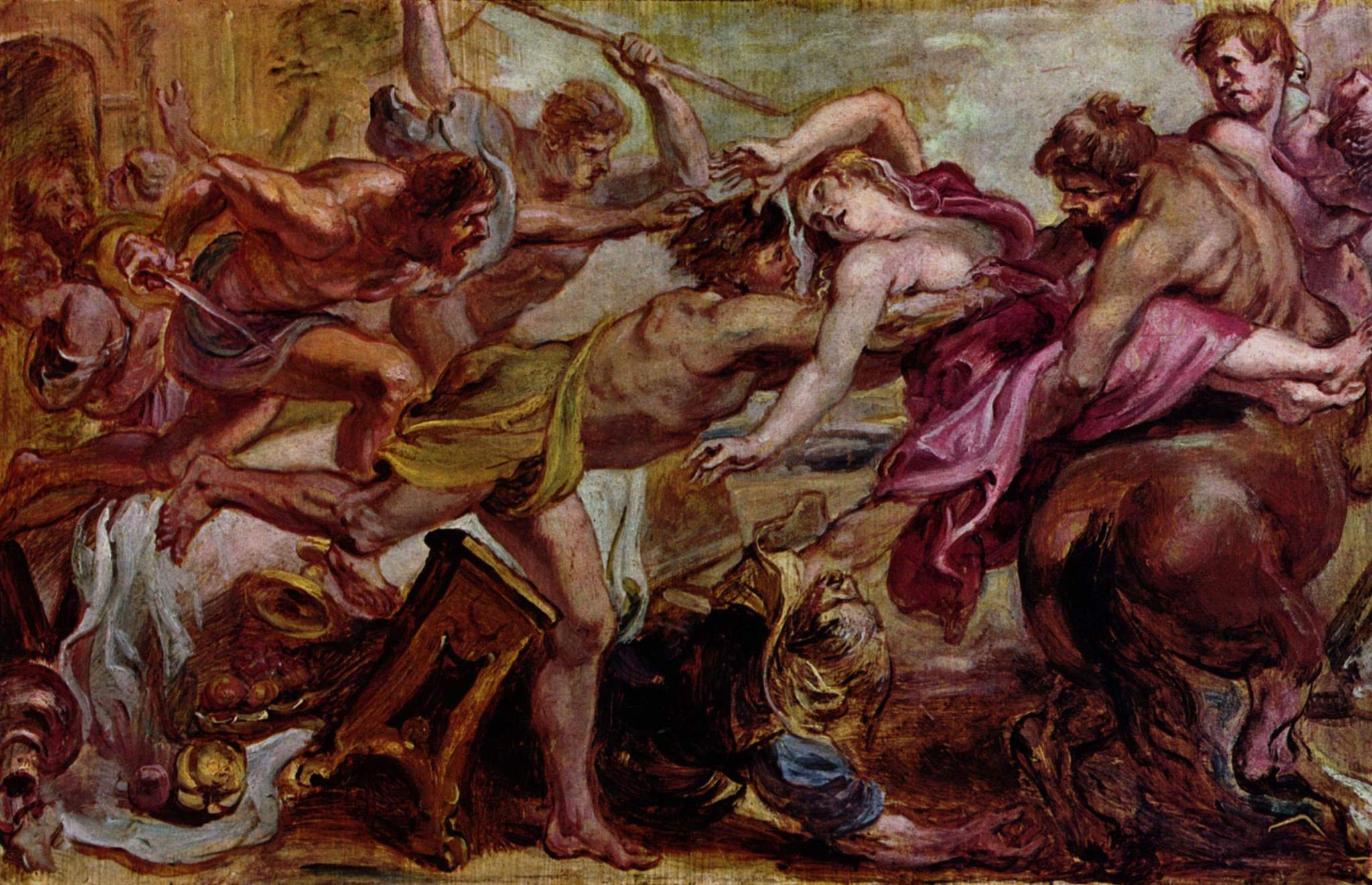
ルーベンス『ヒッポダメイアの略奪』 ベルギー王立美術館 (ブリュッセル) 蔵

ルーベンスは、『サビニの女たちの掠奪』 (ロンドン・ナショナル・ギャラリー) のように受動的な女性の犠牲者が精力的な男性の英雄に救われる類型的場面を描いた。本作では、今まさに右側にいるケンタウロスのエウリュトスが、気絶する赤い衣装のヒッポダメイアを連れ去ろうとしているところである。彼女の左にいるテセウスは彼女をエウリュトスの手から奪い返そうとしており、彼の2人の若い友人たちも加勢するために跳び上がっている。地面には、ヒッポダメイアの衣装を掴もうとしている老婆が倒れ落ちている。右端奥では別のケンタウロスがやはり女性を連れ去ろうとしており、逆に左端奥では女性たちを建物に避難させようとしている老人の姿が見える。
入り乱れる人々、ひっくり返された飲食物など、略奪図にふさわしい荒々しい演出がなされている。しかし、よく見れば、人物群は左右対称に二分割され、その中央の絡み合う人物像の間にはフランドル特有の風景が垣間見える、熟慮された魅力的な構図になっている。スケッチ風の闊達な筆致で描かれている男性たちの筋骨隆々たる肉体、あるいは女性たちの柔らかく豊かな肉体がスピード感あふれるポーズで表現されている。本作は間違いなくルーベンス自身によって描かれた。右端奥にいるケンタウロスの腕の位置は自由に変更がなされており、そうした大きな変更はおそらく画家の助手によってはなされなかったであろう。物語画の名手ルーベンスの技量をよく示す作品である。
なお、本作のための油彩による習作がベルギー王立美術館 (ブリュッセル) に所蔵されているが、本作の構図はこの習作をほぼそのまま踏襲している。

## ギャラリー
ルーベンスがトーレ・デ・ラ・パラーダのために制作した作品には以下のものも含まれる (すべてプラド美術館蔵)。

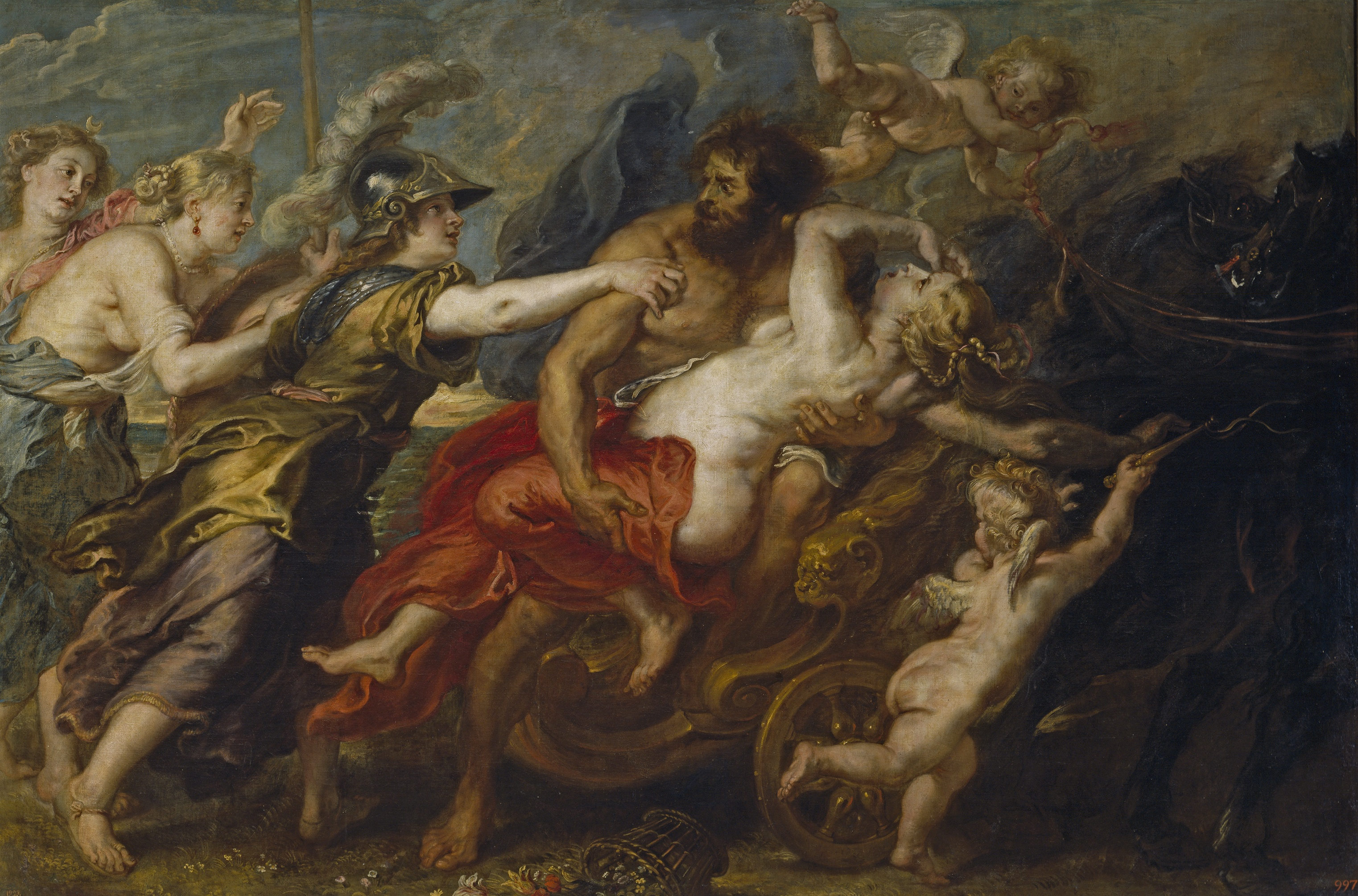
『プロセルピナの略奪』
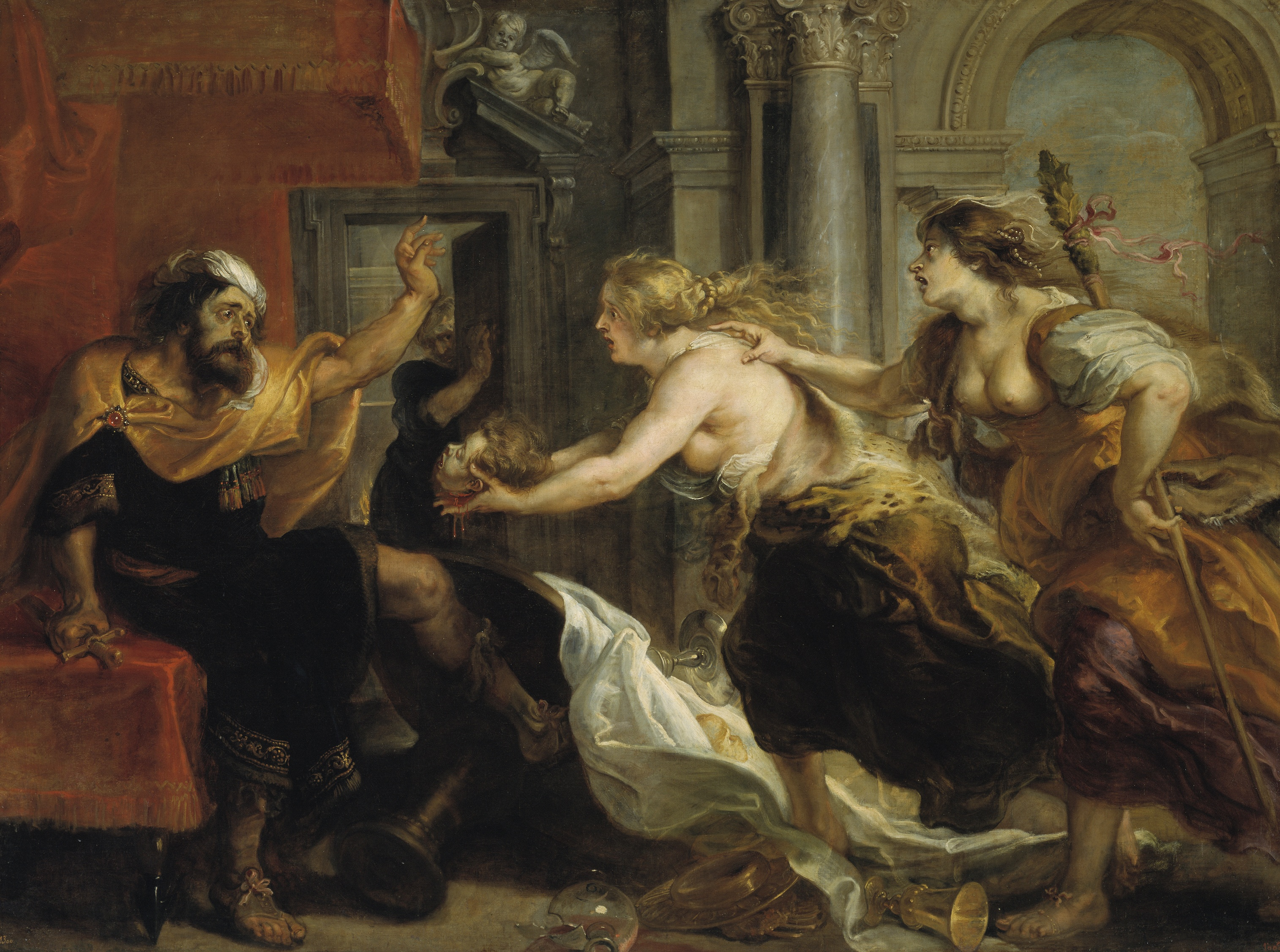
『テレウスに息子の首を差し出すプロクネとピロメラ』
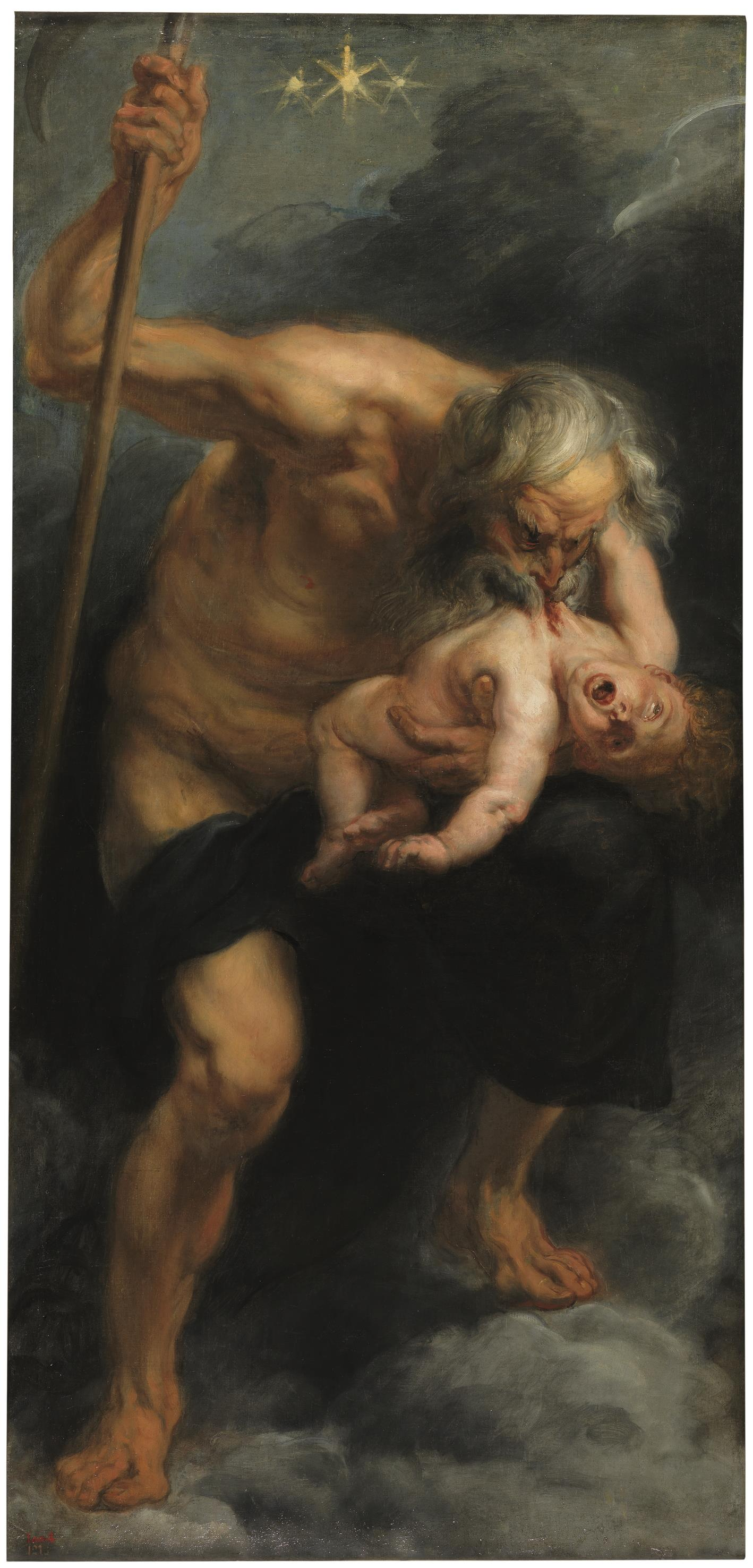
『我が子を食らうサトゥルヌス』
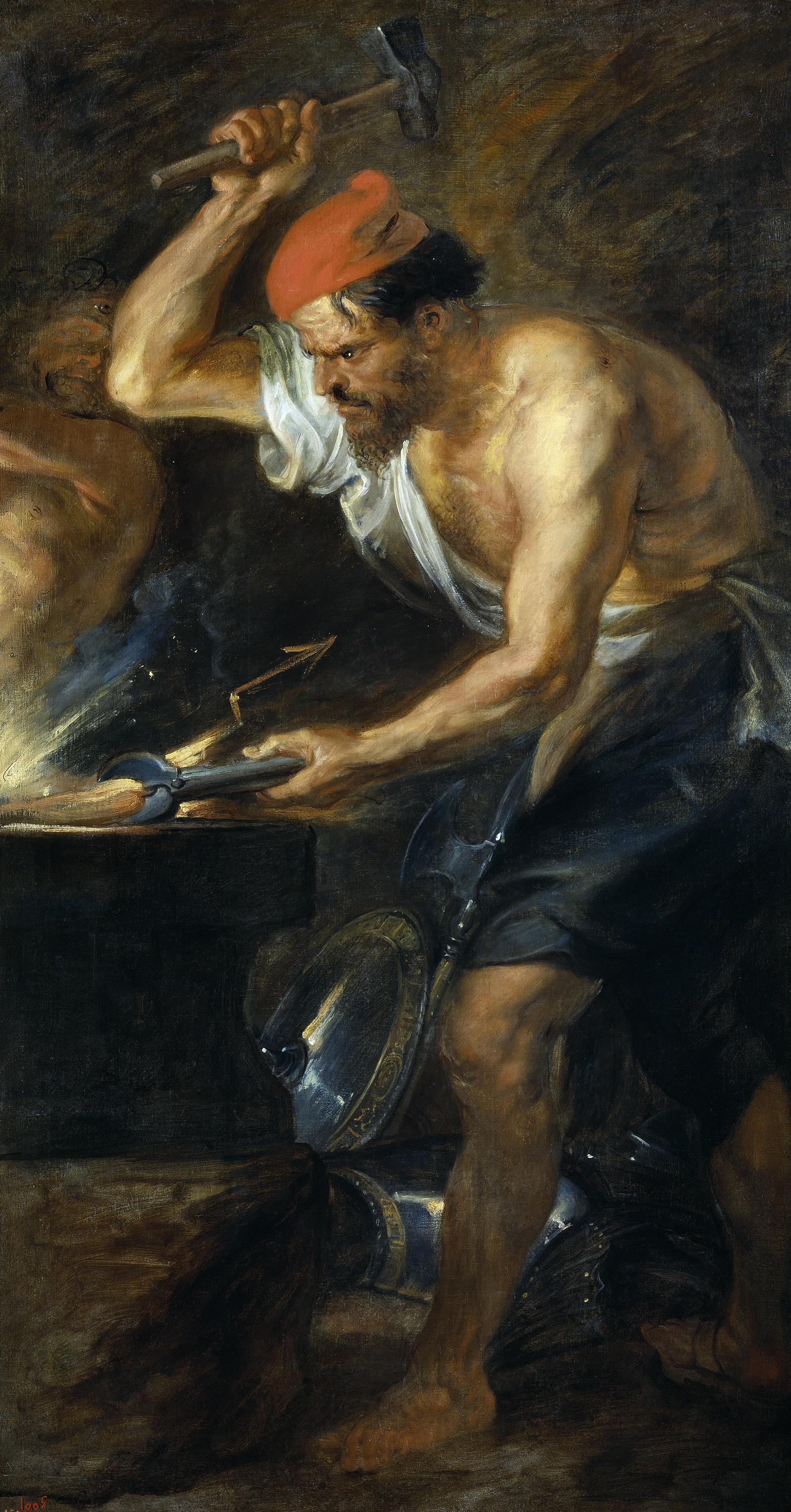
『ユピテルの雷を鍛えるウルカヌス』
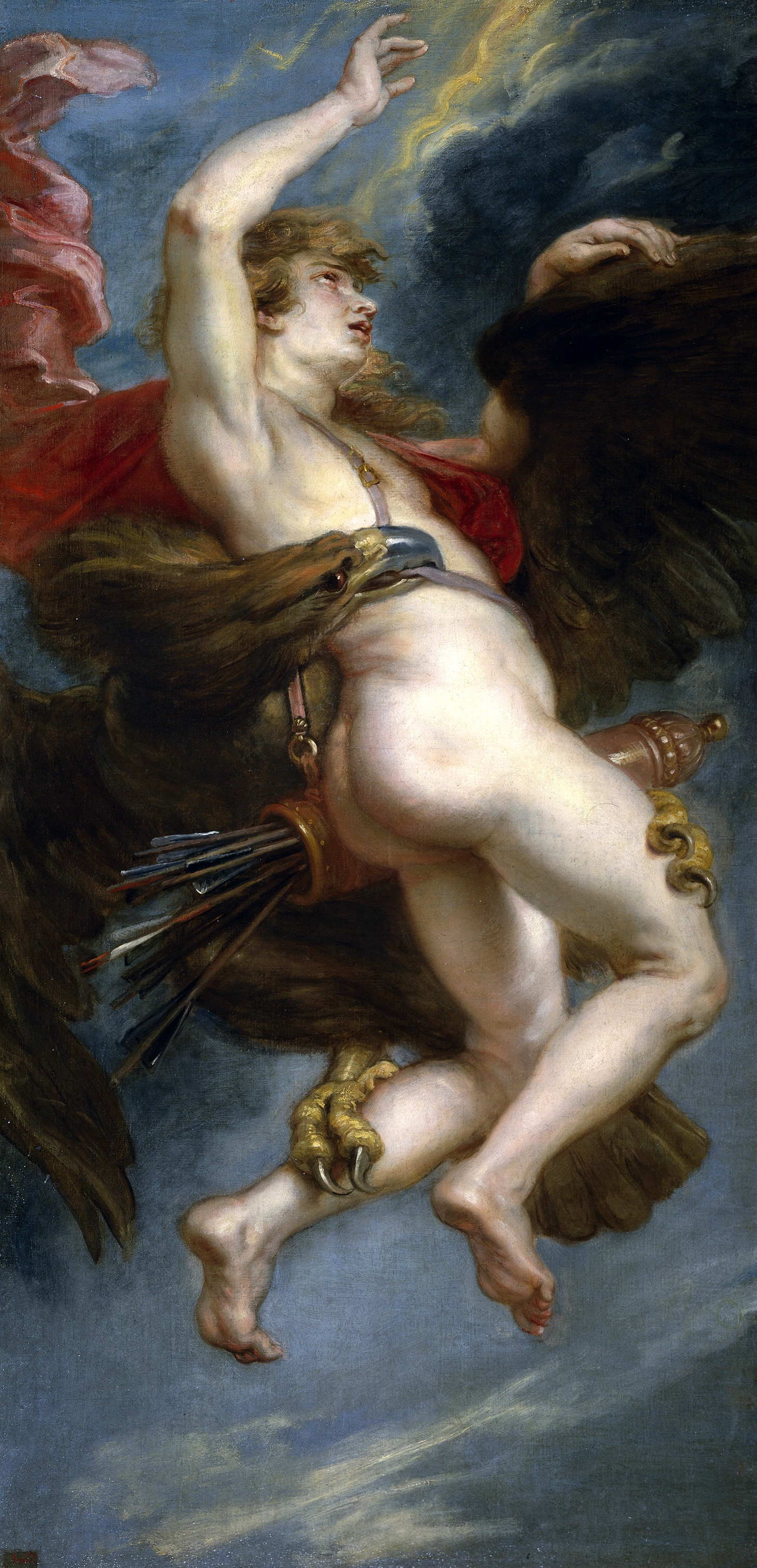
『ガニュメデスの略奪』
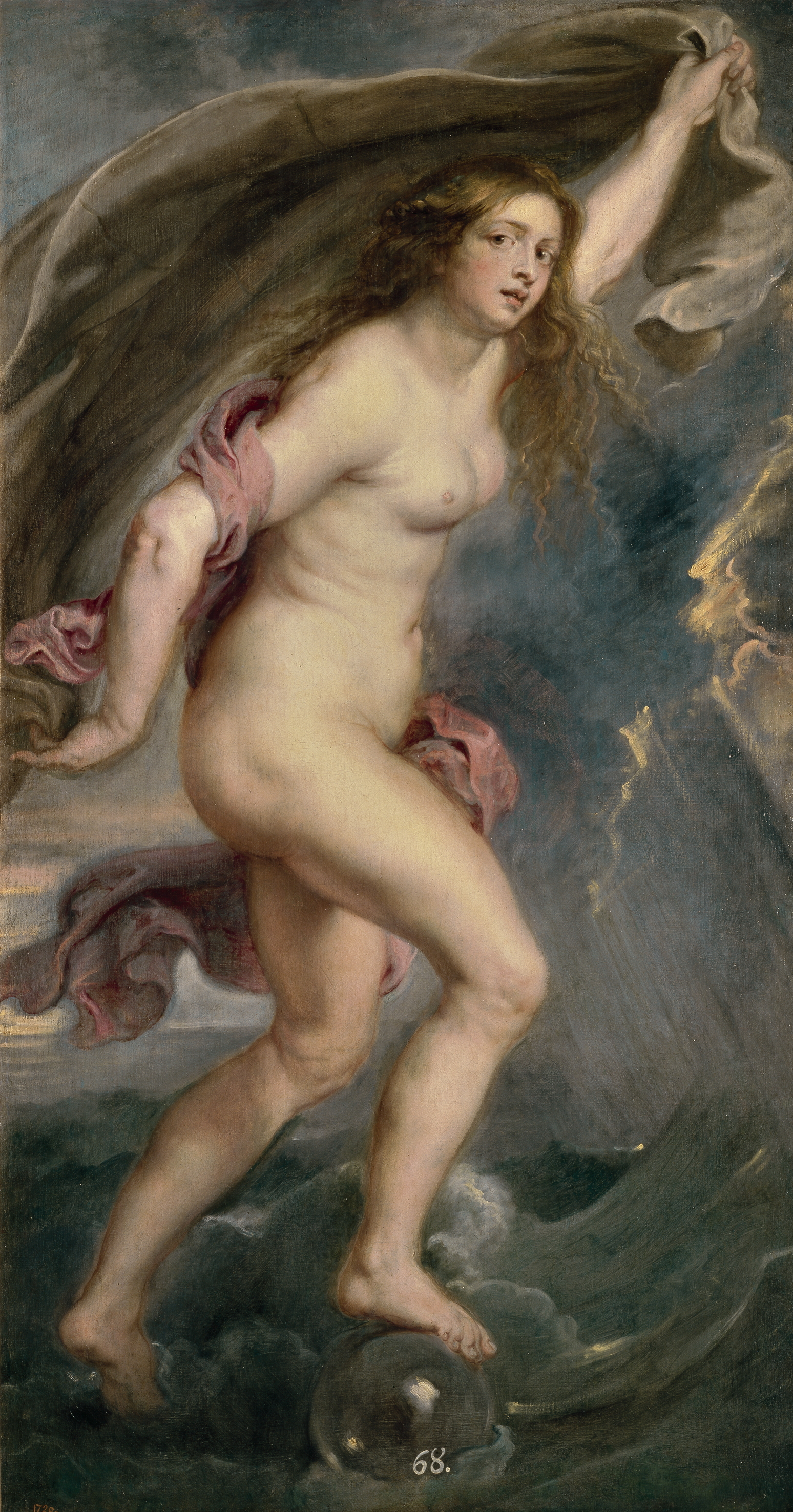
『フォルトゥナ』